# Lijst van incidenten en ongevallen van de KLM
In haar historie heeft de Koninklijke Luchtvaart Maatschappij, net als alle andere luchtvaartmaatschappijen, incidenten en ongevallen gekend, soms met dodelijke afloop. Zo vond op 24 april 1924 het eerste KLM-ongeluk met dodelijke afloop plaats. Incidenten en ongevallen van KLM hebben plaatsgevonden in alle delen van de wereld waar de KLM op vloog en vliegt. 
In 1977 was de KLM  medeverantwoordelijk voor de zwaarste vliegtuigramp in de geschiedenis van de luchtvaart, de vliegtuigramp van Tenerife. Bij die ramp kwamen 583 mensen om het leven. Het was het laatste incident van de KLM met dodelijke slachtoffers, de crash met de Cityhopper in 1994 en Malaysia Airlines-vlucht 17 in 2014, die in codeshare ook als KLM-vlucht 4013 werd uitgevoerd, niet meegerekend.

## 20e eeuw

### Jaren 20
- 24 april 1924: Het eerste ongeluk met een dodelijke afloop in de KLM-geschiedenis. Een Fokker F.III, met vlieger A.P.J. Pijl en twee passagiers, verdwaalt in de mist boven Het Kanaal. Overblijfselen van de H-NABS zijn nooit teruggevonden.
- 25 juni 1925: Een Fokker F.III (H-NABM) verongelukt bij Locquignol. KLM-piloot Henk Klunder vliegt met de Fokker F.III H-NABM en drie passagiers de tweemaal daagse dienst van Schiphol (via Rotterdam en Brussel) naar Parijs. Boven het Forêt Mormal, vlak onder de Belgisch-Franse grens, raakt hij in slecht weer met een lage wolkenbasis en slecht zicht. In een bocht raakt hij met een vleugeltip de boomtoppen en crasht. Alle vier inzittenden komen om het leven.[1]
- 9 juli 1926: Een Fokker F.VII (H-NACC) verongelukt bij Brussel. Vanwege mist moet de piloot een noodlanding maken, maar de vleugel raakt de grond en het vliegtuig stort neer. De piloot en enige passagier overlijden.
- 22 augustus 1927: De Fokker F.VIII H-NADU verongelukt vlak na de start in Sevenoaks. De boordwerktuigkundige komt om en een van de negen passagiers raakt ernstig gewond.
- 24 juli 1928: De Fokker F.III H-NABR verongelukt vlak na de start in de Waalhaven. Eén persoon overlijdt.

### Jaren 30
- 19 februari 1931: De Fokker F.VIIB PH-AFO "Ooievaar" maakt een noodlanding in Popelín.
- 4 augustus 1931: De Fokker F.IX PH-AFK krijgt vlak na de start last van een motorstoring en botst tijdens de terugkeer tegen een lichtmast op Vliegveld Waalhaven. Twee passagiers lopen snijwonden op. De overige passagiers blijven ongedeerd en vervolgen met de eerstvolgende vlucht hun reis naar Schiphol.
- 6 december 1931: De Fokker F.VII PH-AFO "Ooievaar" verongelukt in Bangkok. Na de start blijkt de 'Ooievaar' te zijn vertrokken met een openstaand ventilatieluik boven de cockpit. Hierdoor krijgt het toestel te weinig lift, komt niet los van de grond, en slaat te pletter tegen een dijkje in een rijstveld. Er vallen vijf doden, waaronder de piloot. Het ongeluk heeft niets te maken met een eerder incident, op 19 februari van dat jaar.[2]
- 20 december 1934: De Douglas DC-2 PH-AJU "Uiver" stort neer in Irak komende vanuit Amsterdam. Het vliegtuig crasht in slecht weer. Het toestel brandt volledig uit en er zijn geen overlevenden. De oorzaak van de ramp is nooit met zekerheid vastgesteld. Vermoedelijk speelden een combinatie van slechte weersomstandigheden, slechte vliegeigenschappen van de Douglas DC-2 in zware turbulentie en onervarenheid van een (vermoeide) bemanning met dit nieuwe type vliegtuig een rol. Eerder dat jaar was de Uiver teruggekeerd uit Australië na te hebben meegedaan aan de Melbourne race.[3]
- 6 april 1935: De Fokker F.XII PH-AFL "Leeuwerik" verongelukt bij Brilon. Komende uit Praag kampt de Leeuwerik met zeer slecht weer. Tijdens een sneeuwstorm vliegt het toestel tussen Kassel en Dortmund tegen een berg en raakt in brand. Alle zeven inzittenden, waaronder de gelauwerde gezagvoerder Piet Soer, laten het leven. Pas enkele dagen eerder, op 1 april, was met deze Leeuwerik de nieuwe dienst Amsterdam-Praag feestelijk geopend. Ter gelegenheid hiervan werd een diner gehouden ten huize van de Amsterdamse burgemeester Willem de Vlugt. Hierbij waren zowel KLM-directeur Albert Plesman als Tsjechische autoriteiten aanwezig. De zoon van De Vlugt was bij dit ongeluk onder de slachtoffers.
- 14 juli 1935: De Fokker F.XXII PH-AJQ "Kwikstaart" stort vlak na de start neer op een dijk naast Schiphol. 4 bemanningsleden en 2 passagiers komen om , 14 andere inzittenden overleven de crash.[4]
- 17 juli 1935: De Douglas DC-2 PH-AKM "Maraboe" raakt beschadigd bij de start in Iran en brandt uit nadat alle inzittenden ongedeerd het toestel hebben verlaten.[5]
- 20 juli 1935: De Douglas DC-2 PH-AKG "Gaai" crasht in een Alpenvallei. De 3 bemanningsleden en 10 passagiers komen om.[6]
- 9 december 1936: De DC-2 PH-AKL "Lijster" crasht na opstijgen vanaf Croydon, Engeland in dichte mist. Van de zeventien inzittenden verliezen er veertien direct het leven (waaronder de vermaarde constructeur van autogiro's Juan de la Cierva). De marconist overlijdt een dag later aan zijn verwondingen en werd het vijftiende slachtoffer. Slechts de stewardess en een van de passagiers overleven met lichte kwetsuren het ongeval.[7]
- 28 juli 1937: De DC-2 PH-ALF "Flamingo" vliegt na vertrek uit Brussel (tussenstop naar Parijs) in brand en crasht bij het Belgische Halle. Alle vijftien inzittenden, onder wie vier bemanningsleden, komen om.[8]
- 14 november 1938: Een Douglas DC-3 stort vlak voor de landing op Schiphol neer. Bij de crash van de IJsvogel komen 6 van de 19 inzittenden om het leven, waaronder 4 van de 5 bemanningsleden.
- 9 december 1938: De Lockheed Super Electra "Ekster" stort vlak na de start neer en brandt volledig uit. De 4 inzittenden (allen bemanningsleden) komen om.[9]
- 26 september 1939: Beschieting van een Douglas DC-3 met registratie PH-ASM boven de Duitse Bocht.

### Oorlogsjaren
- 28 december 1941: De KNILM Douglas DC-3 PK-ALN "Nandoe" (voor de Duitse inval KLM PH-ALN) wordt op de grond vernietigd door Japanse jagers in Medan, Noord-Sumatra. De bemanning en de passagiers vinden de dood.
- 15 november 1942: Een DC-3 van de KLM, de  PH-ALI Ibis, een van de toestellen die tijdens de Duitse inval buiten Nederland waren en die door BOAC met KLM-bemanningen wordt ingezet op de lijndienst Bristol-Lissabon, wordt aangevallen door een Luftwaffe-jager. Gehavend, maar zonder persoonlijk letsel van passagiers of bemanning, lukt het gezagvoerder Theo Verhoeven toch in Engeland te landen.[10]
- 19 april 1943: De "Ibis", op de lijndienst Bristol-Lissabon, met passagiers en met Koene Dirk Parmentier als gezagvoerder, wordt opnieuw aangevallen door de Luftwaffe. Ondanks schade aan het toestel lukt het weer te ontkomen.
- 1 juni 1943: De "Ibis", onder leiding van gezagvoerder Quirinus Tepas onderweg van Lissabon naar Bristol, wordt voor de derde keer aangevallen. Acht Duitse Junkers Ju-88 jagers nemen het toestel op de korrel en het stort noordelijk van Spanje in zee. Met het toestel verdwijnen dertien passagiers en vier Nederlandse KLM-bemanningsleden in de diepte. Er zijn verschillende, tot op heden onbevestigde theorieën over de reden waarom BOAC-vlucht 777-A werd aangevallen, zoals een aanslag op Winston Churchill of op acteur Leslie Howard (Howard zou een spion voor de geallieerden zijn).

### Jaren 46-49
- 14 november 1946: De Douglas Dakota PH-TBW verongelukt op Schiphol bij derde landingspoging, komend vanuit Londen. Vanwege slecht zicht lukte het gezagvoerder Moreton niet om het toestel goed op te lijnen met de landingsbaan. Alle 26 inzittenden komen om, waaronder thesaurier-generaal Dr. Jan Ridder en de bekende schrijver Herman de Man. Na dit ongeluk besluit de KLM een tweede vlieger mee te sturen bij slecht weer.[11]

- 26 januari 1947: De Douglas Dakota PH-TCR start terwijl de roerklamp van het hoogteroer nog niet is verwijderd, raakt overtrokken en crasht. Alle 22 inzittenden komen om. Onder hen bevinden zich gezagvoerder Gerrit J. Geysendorffer, een van de langst dienende KLM-piloten van dat moment, prins Gustaaf Adolf van Zweden en operazangeres Grace Moore.[12]

- 27 december 1947: De Douglas Dakota PH-TCV is onderweg van Amsterdam naar Leeuwarden. Het weer rond Leeuwarden is slecht; zware regen en laaghangende bewolking. Boven Leeuwarden wordt de landingsprocedure ingezet, maar het blijkt dat men niet helemaal op de juiste koers zit en bovendien blijkt dat de bewolking tot onder de limiet van 100 meter gedaald is. Men besluit terug te vliegen naar Schiphol. Na het optrekken van het landingsgestel raakt de linkervleugel de spits van de Bonifatiustoren. De buitenste 3 meter van de vleugel breekt af. De piloten kunnen het toestel in de lucht houden en maken bij Boksum (ten zuiden van de stad) een noodlanding. Het toestel schuift op de buik door drie greppels en verliest beide propellers. Er vallen geen doden of gewonden onder de 10 passagiers en 5 bemanningsleden.[13]
- 20 oktober 1948: De Lockheed Constellation PH-TEN "Nijmegen" stort neer bij Prestwick, Schotland nadat het vliegtuig tijdens de landing in een mistbank terechtkomt en hoogspanninglijnen raakt. De machine werd gevlogen door gezagvoerder Parmentier, in 1934 winnaar van de Melbourne race met de Uiver en beoogd opvolger van directeur Albert Plesman. De 40 inzittenden komen allen om.[14]

- 23 juni 1949: De Lockheed Constellation PH-TER "Roermond" stort neer in de Adriatische Zee. Alle 33 inzittenden komen om, inclusief gezagvoerder Hans Plesman, zoon van KLM-directeur Albert Plesman.[15]
- 12 juli 1949: De Lockheed Constellation PH-TDF "Franeker" vliegt tegen de Ghatkoparberg bij Bombay, India. Alle 45 inzittenden komen om. Onder hen zijn 13 Amerikaanse journalisten.[16]

### Jaren 50
- 2 februari 1950: Het KLM-postvliegtuig PH-TEU, op weg van Amsterdam naar Londen, raakt in brand en stort 's morgens om 04.25 uur ter hoogte van Hoek van Holland in de Noordzee. De zevenkoppige bemanning komt hierbij om het leven.
- 22 maart 1952: De Douglas DC-6 PH-TPJ "Koningin Juliana" stort neer bij Frankfurt nadat de vlieger gedesoriënteerd raakt in de regen en de mist. 44 van de 47 inzittenden komen om.[17]
- 23 maart 1952: De Lockheed Constellation PH-TFF "Venlo" krijgt een motorbrand vlak voor de landing in Bangkok. Vlak nadat alle 44 inzittenden weten te ontkomen wordt het vliegtuig totaal door de vlammen verwoest.[18]
- 23 augustus 1954: KLM Douglas DC-6B "Willem Bontekoe" stort tijdens KLM-vlucht 608 op weg van Shannon naar Schiphol in de Noordzee, 20 km voor de kust van Bergen. De 21 inzittenden komen allen om.[19]
- 5 september 1954: KLM-vlucht 633, uitgevoerd met de Lockheed Super Constellation PH-LKY "Triton", maakt na vertrek van het vliegveld van Shannon een noodlanding in de gelijknamige rivier. 28 van de 56 mensen aan boord komen om.[20]
- 16 juli 1957: KLM-vlucht 844. 's Nachts om 03.30 uur start de Super Constellation "Neutron" op Biak (Nieuw-Guinea), maakt daarna een low run en stort in zee. Door de lokale bevolking worden 11 personen met prauwen gered.
- 14 augustus 1958: KLM-vlucht 607-E, uitgevoerd met de Lockheed Constellation PH-LKM "Hugo de Groot" stort in de Atlantische Oceaan, 180 kilometer westelijk van Shannon in Ierland. Alle 99 inzittenden komen om.

### Jaren 60
- 31 mei 1961: Ongeluk met de KLM Douglas DC-8 'Fridtjof Nansen' in Portugal. Vlucht VA 897 stort kort na het vertrek uit Lissabon ter hoogte van Fonte da Telha in zee. De oorzaak is nooit vastgesteld. en alle 61 inzittenden komen om het leven. Het drama waarbij de 14 bemanningsleden - onder wie 11 Nederlanders - en 47 passagiers (allen uit andere landen) omkomen, blijft daarom met raadsels omgeven. De DC-8 was spiksplinternieuw, een maand oud, met slechts 209 vlieguren in de boeken. Bovendien beschikte het allereerste straalvliegtuig type van de KLM op de fatale vlucht over een zeer ervaren bemanning.

- 11 juni 1961: Als de Douglas DC7C PH-DSN "Noordzee" tijdens een vlucht van New York naar Prestwick boven de Atlantische Oceaan vliegt, breekt er brand uit in motor 1. De motor valt uiteindelijk van het vliegtuig en in het water. Het vliegtuig maakt een noodlanding. Er zijn geen gewonden.
- 12 juni 1961: De PH-LLM "Sirius", een Lockheed L-188C Electra, crasht 4 km voor de landingsbaan tijdens een vlucht van Rome naar Caïro. Oorzaak is een beoordelingsfout van de gezagvoerder, die te vroeg een steile daling inzet. Van de 36 mensen aan boord van KLM-vlucht 823 overleven er 16 de crash.[21]
- 6 augustus 1966: Tijdens de landing in Tokyo overlijdt de gezagvoerder G.H. de Groot aan een hartaanval. De tweede piloot, C.G. de Jager, weet de Douglas DC-8 na een doorstart veilig aan de grond te krijgen.[22]
- 29 juli 1968: De Douglas DC-8 PH-DCH "Orville Wright"[23] staat in hangaar 10 op Schiphol als er plots een kortsluiting ontstaat, die het toestel verwoest. Zeven andere toestellen kunnen gered worden. 5 monteurs raken lichtgewond. Ook de hangar raakt onherstelbaar beschadigd.

### Jaren 70
- 25 november 1973: De Boeing 747-206B PH-BUA "Mississippi" wordt boven Irak gegijzeld door Palestijnse terroristen. De passagiers worden na een omweg in Malta vrijgelaten, de bemanning pas wanneer de terroristen zich overgeven in Dubai, drie dagen nadat het vliegtuig uit Amsterdam was vertrokken. De terroristen meenden dat de KLM gebruikt werd om wapens te transporteren naar Israël.
- 27 februari 1975: De Douglas DC-8 PH-DCT zakt op het vliegveld van Tenerife door zijn neuswielen. Het duurt twee weken tot het toestel weer naar Schiphol kan terugvliegen.
- 4 september 1976: De Douglas DC-9 PH-DNM wordt, tijdens de lijndienst KL-366 van Málaga via Nice naar Amsterdam, circa 15 minuten na vertrek uit Nice (om ongeveer 22.15 uur lokale tijd) gewapenderhand gekaapt door 3 Palestijnen, die klaarblijkelijk in Málaga aan boord zijn gekomen compleet met de nodige pistolen, handgranaten en andere explosieven. De kapers wordt uiteindelijk vrijgeleide verleend naar Athene en Libië.
- 27 maart 1977: De KLM-Boeing 747-206B PH-BUF "Rijn" en een PanAm-Boeing 747-121, N736PA "Clipper Victor", botsen op het vliegveld van Tenerife. In totaal komen 583 mensen om.

### Jaren 80
- 3 juni 1983: De Douglas DC-10 met registratie PH-DTE "Wolfgang Amadeus Mozart" raakt in Panama-Stad tijdens de landing van de baan. Het toestel komt aan de rechterkant van de baan in de modder terecht, waardoor het neuswiel afbreekt met aanzienlijke schade aan de voorkant van het vliegtuig tot gevolg. Er vallen (mede door het geringe aantal inzittenden) geen doden of gewonden. Het toestel wordt hersteld en keert daarna terug in de KLM-vloot.[24]
- 15 december 1989: KLM-vlucht 867, uitgevoerd met de Boeing 747-400 PH-BFC "City of Calgary", vliegt boven Alaska door een door Mount Redoubt uitgestoten vulkanische aswolk. Als gevolg van asafzettingen vallen alle vier de motoren uit. Bijna vier kilometer lager lukt het de bemanning om twee motoren te herstarten, later kunnen ook de andere twee motoren opnieuw worden opgestart. De bemanning maakt een geslaagde landing op de luchthaven van Anchorage.[25]

### Jaren 90
- 15 augustus 1993: De Boeing 737-400 PH-BDS "Joris van Spilbergen" wordt boven Düsseldorf gekaapt. De passagiers worden in Düsseldorf vrijgelaten, maar gezagvoerder, copiloot en purser blijven aan boord. Later weten zij door middel van een touw door het cockpitraam te ontsnappen. De kaper wordt overmeesterd door de Duitse politie.
- 4 april 1994: Een KLM Cityhopper Saab SF-340 met vluchtnummer KL433 keert kort na de start terug naar Schiphol vanwege motorproblemen. De landing op de Kaagbaan verloopt niet goed, waarna het toestel bij het uitvoeren van de doorstart verongelukt. Er vallen drie doden, waaronder de gezagvoerder van het toestel.[26]

## 21e eeuw

### Jaren 00
- 28 november 2004: Bij het landen van de PH-BTC "David Livingstone", een Boeing 737-406, in Barcelona raakt het toestel van de baan.[27] Dit wordt veroorzaakt door een iets gedraaid neuswiel dat de neuswielbesturing blokkeert. Zeer waarschijnlijk was dat het gevolg van een botsing met een vogel tijdens de start, waarbij de stuurkabels beschadigd raakten. Het toestel raakt ernstig beschadigd aan linkervleugel en motor. De piloten slagen erin om het toestel veilig tot stilstand te laten komen. Bij het incident raken vijf mensen gewond.[28] Het toestel is te zwaar beschadigd om gerepareerd te worden en wordt ontdaan van zijn onderdelen.[29]

### Jaren 10
- 10 februari 2010: Een Boeing 737-300 met bestemming Warschau stijgt even na 20.00 uur op van taxibaan B, parallel aan de Zwanenburgbaan.[30] De Onderzoeksraad voor Veiligheid noemt het incident 'ernstig' en stelt een eigen onderzoek in.[31][32]
- 7 maart 2016: Een Embraer E190 van KLM Cityhopper met bestemming Schiphol botst om 11.08 uur bijna op een Dornier 328 van SkyWork Airlines door een fout in de communicatie met de verkeerstoren in Bazel.[33] Volgens de verkeerstoren had de Cityhopper op de taxibaan moeten wachten. Het incident is onderzocht door de Franse onderzoeksraad BEA[34].